# Ontwerp voor een moord
Ontwerp voor een moord is een hoorspel van Alex Atkinson. Design for Murder werd op 23 januari 1963 door de BBC uitgezonden. Louis Povel vertaalde het en de KRO zond het uit op zondag 6 december 1964 (met een herhaling op woensdag 2 augustus 1995). De regisseur was Léon Povel. Het hoorspel duurde 60 minuten.

## Rolbezetting
- Hans Veerman & Eva Janssen (Tony Wallace & Liz Carr, ontwerpers van decors en toneelkostuums)
- Dries Krijn (inspecteur Hughes)
- Jan Borkus (Philip Benson, toneelspeler)
- Nora Boerman (Milly Egerton, toneelspeelster)
- Huib Orizand (Rex Berkeley, regisseur en producer)
- Barbara Hoffman (Delia Mitchell, toneelspeelster)
- Frans Somers (John Wayne, Delia’s impresario)
- Alex Faassen jr. (rechercheur Appleby)

## Inhoud
Toneelspelers worden bijeengeroepen om een toneelstuk te bespreken. In de groep bestaan grote spanningen. Die dag krijgt een van de actrices een brief, waarin staat dat ze tijdens de bespreking vermoord zal worden…